# ジョブハブ
ジョブハブ(Job-Hub)は、パソナグループのIT分野に特化したグループ会社である株式会社パソナテックが運営する、クラウドソーシングサービス。2012年8月にサービスを開始。

## 概要
流通する業務はWeb開発やデザインなどスキルの求められる業務から、記事作成、レポート作成などの事務系業務まで幅広い業務があり、総合型のクラウドソーシングを提供している。Web上で仕事の発注や受託、契約、仕事の進捗管理や支払いが完結する仕組み。発注書がシステム上で発行され、契約の管理ができることがJob-Hub (ジョブハブ) の特徴のひとつ。
エキスパートタイプとマイクロタイプという発注方式があり、エキスパートタイプは業務に対し、業務に対する提案を集め、その中から依頼する対象を選定するタイプ。マイクロタイプは、業務を掲載し、依頼する対象は選定せず、不特定多数が業務を行うタイプ。エキスパートタイプは、Web開発やホームページ制作などの業務に適しており、マイクロタイプは簡単な記事作成やデータ入力に適している。